# Vinnycká oblast
Vinnycká oblast (ukrajinsky Вінницька область, Vinnycka oblasť; nebo též Вінниччина) je jednou z 24 samosprávných oblastí Ukrajiny. Rozkládá se mírně jihozápadně od středu země a zaujímá velkou část historického regionu Podolí. Na jihu sousedí s Moldavskem, od kterého je oddělena převážně řekou Dněstr. Další velkou řekou je Jižní Bug, který protéká napříč oblastí a na němž leží i její středisko, město Vinnycja. V současné době žije v oblasti přibližně 1,5 milionů obyvatel, převážně Ukrajinců.

## Historie
Vinnycká oblast byla ustavena 27. února 1932.

## Obyvatelstvo a města
K 1. lednu 2022 žilo v oblasti 1 509 515 obyvatel. Podle ukrajinského sčítání lidu z roku 2001 žilo na území Vinnycké oblasti 1 772 400 osob (odhad z roku 2006 hovoří o 1 701 000 obyvatelích). Oblast se vyznačuje střední mírou urbanizace: v roce 2022 žilo 789,6 tisíc obyvatel čili 52,3 % celkového obyvatelstva ve městech, na venkově žilo 719,9 tisíc lidí (47,7 % všech obyvatel). Kromě Vinnycji zde totiž není žádné další město s populací nad 50 000 obyvatel.
Počet obyvatel v oblasti postupně klesá. Tabulka níže představuje populační vývoj oblasti.
| 1990      | 1991      | 1995      | 2000      | 2005      | 2010      | 2015      | 2020      | 2022      |
| --------- | --------- | --------- | --------- | --------- | --------- | --------- | --------- | --------- |
| 1 925 600 | 1 914 400 | 1 889 700 | 1 811 000 | 1 720 100 | 1 650 600 | 1 610 600 | 1 545 400 | 1 509 515 |

Za rok 2021 se narodilo 10 529 živě narozených dětí, zemřelo však 27 679 lidí, z nichž 75 byly děti ve věku do jednoho roku. Na 100 zemřelých připadalo jen 38 živě narozených. Celkový úbytek obyvatel byl 19 608 lidí. Míra kojenecké úmrtnosti tehdy činila 7,1 ‰.
Sčítání v roce 2001 zjistilo 92 národností; 94,9 % tvoří Ukrajinci; 3,8 % Rusové; 0,2 % Židé; 0,2 % Poláci; 0,2 % Bělorusové; 0,1 % Rumuni/Moldavané. Před 2. světovou válkou měla oblast velmi silnou židovskou komunitu a byla jedním z ohnisek chasidského hnutí.
94,8 % všech obyvatel považovalo ukrajinštinu za rodný jazyk, 4,7 % považovalo za svou mateřštinu ruštinu.

## Města a obce
Oblast je v současnosti rozdělena na 6 rajónů; jejich počet se v minulosti často měnil.

### Města
V oblasti je celkem 18 měst. Hlavní město oblasti je vyznačeno tučně.
| Město             | Ukrajinský název    | Ruský název        | Obyvatelstvo 1. 1. 2022 |
| ----------------- | ------------------- | ------------------ | ----------------------- |
| Vinnycja          | Вiнниця             | Винница            | 369 739                 |
| Žmerynka          | Жмеринка            | Жмеринка           | 33 754                  |
| Mohyliv-Podilskyj | Могилiв-Подiльський | Могилёв-Подольский | 29 925                  |
| Chmilnyk          | Хмiльник            | Хмельник           | 26 916                  |
| Hajsyn            | Гайсин              | Гайсин             | 25 698                  |
| Ladyžyn           | Ладижин             | Ладыжин            | 22 459                  |
| Kozjatyn          | Козятин             | Казатин            | 22 241                  |
| Kalynivka         | Калинiвка           | Калиновка          | 18 492                  |
| Bar               | Бар                 | Бар                | 15 337                  |
| Tulčyn            | Тульчин             | Тульчин            | 14 446                  |
| Beršaď            | Бершадь             | Бершадь            | 12 205                  |
| Hnivaň            | Гнiвань             | Гнивань            | 12 191                  |
| Nemyriv           | Немирiв             | Немиров            | 11 421                  |
| Illinci           | Іллінці             | Ильинцы            | 11 095                  |
| Jampil            | Ямпіль              | Ямполь             | 10 679                  |
| Pohrebyšče        | Погребище           | Погребище          | 9 209                   |
| Lypovec           | Липовець            | Липовец            | 7 958                   |
| Šarhorod          | Шаргород            | Шаргород           | 6 982                   |

### Sídla městského typu
| sídlo městského typu | Ukrajinský název   | Ruský název         | Obyvatelstvo 1. 1. 2022 |
| -------------------- | ------------------ | ------------------- | ----------------------- |
| Brajiliv             | Браїлів            | Браилов             | 4 382                   |
| Braclav              | Брацлав            | Брацлав             | 4 872                   |
| Brodecke             | Бродецьке          | Бродетское          | 2 032                   |
| Čečelnyk             | Чечельник          | Чечельник           | 4 785                   |
| Černivci             | Чернівці           | Черневцы            | 2 483                   |
| Dašiv                | Дашів              | Дашев               | 3 762                   |
| Desna                | Десна              | Десна               | 1 265                   |
| Hluchivci            | Глухівці           | Глуховцы            | 3 097                   |
| Kopajhorod           | Копайгород         | Копайгород          | 1 206                   |
| Kryžopil             | Крижопіль          | Крижополь           | 8 479                   |
| Kyrnasivka           | Кирнасівка         | Кирнасовка          | 4 828                   |
| Lityn                | Літин              | Литин               | 6 547                   |
| Murovani Kurylivci   | Муровані Курилівці | Мурованые Куриловцы | 5 632                   |
| Orativ               | Оратів             | Оратов              | 2 694                   |
| Piščanka             | Піщанка            | Песчанка            | 5 137                   |
| Rudnycja             | Рудниця            | Рудница             | 1 090                   |
| Stryžavka            | Стрижавка          | Стрижавка           | 9 000                   |
| Sutysky              | Сутиски            | Сутиски             | 5 877                   |
| Sytkivci             | Ситківці           | Ситковцы            | 2 155                   |
| Špykiv               | Шпиків             | Шпиков              | 2 917                   |
| Teplyk               | Теплик             | Теплик              | 6 076                   |
| Tomašpil             | Томашпіль          | Томашполь           | 5 276                   |
| Trosťanec            | Тростянець         | Тростянец           | 7 257                   |
| Turbiv               | Турбів             | Турбов              | 6 084                   |
| Tyvriv               | Тиврів             | Тывров              | 3 879                   |
| Vapňarka             | Вапнярка           | Вапнярка            | 7 165                   |
| Vendyčany            | Вендичани          | Вендичаны           | 3 652                   |
| Voronovycja          | Вороновиця         | Вороновица          | 6 246                   |
| Zaliznyčne           | Залізничне         | Зализничное         | 966                     |

## Sousední oblasti
- Čerkaská oblast
- Černovická oblast
- Chmelnycká oblast
- Kyjevská oblast
- Kirovohradská oblast
- Oděská oblast
- Žytomyrská oblast